# Liocoryphe minocule
Liocoryphe minocule är en kräftdjursart som först beskrevs av Menzies och Peter W. Glynn 1968.  Liocoryphe minocule ingår i släktet Liocoryphe och familjen Stenetriidae. Inga underarter finns listade i Catalogue of Life.